# 派翠克·柯賓
派翠克·柯爾文·柯賓（英語：Patrick Corwin Corbin，1989年7月19日—），為美國職棒大聯盟的投手，目前效力於德州遊騎兵。他先前曾效力於響尾蛇與國民兩隊。
2009年美國職棒大聯盟選秀，天使隊在第2輪選進柯賓。他在2010年因為丹·哈倫的交易案被交易至響尾蛇隊。他在2013年與2018年皆入選明星賽，2018年，他還成為響尾蛇隊的開幕戰先發投手。

## 職業生涯

### 亞利桑那響尾蛇
2012年4月30日，因為先發投手Josh Collmenter被調至牛棚，加上投手Joe Martinez被下放到小聯盟，柯賓因此被拉上大聯盟接替球隊的先發空缺。他在生涯首場先發主投5.2局失3分奪勝投，他還在那場比賽擊出2支犧牲觸擊外加一次得分。他在生涯前5場先發拿下2勝3敗，防禦率5.27。5月22日，因為隊上投手Daniel Hudson回歸，因此柯賓被下放至3A。後來柯賓因為Hudson的手肘受傷而再度回到大聯盟，不過後來他又被下放3A。該年他在響尾蛇隊拿下6勝8敗，防禦率4.54。
2013年5月，他以5勝0敗，防禦率1.53的優異成績拿下國聯單月最佳投手。該年上半季，他拿下11勝1敗，防禦率2.35，並成功入選明星賽。不過他在明星賽失1分吞下敗投。該年他拿下14勝8敗，防禦率3.41。
2014年球季，柯賓原本預計要再次擔任開幕戰先發。不過他卻在球季開始前動了Tommy John手術，造成球季報銷。2015年7月4日，柯賓終於傷癒復出。該年他在響尾蛇隊先發16場，6勝5敗，防禦率3.60。為了防止薪資仲裁，柯賓與球隊簽下1年252萬5,000美元的合約。不過2016年卻是柯賓生涯表現最糟的一年，他在前24場先發僅拿下4勝12敗，防禦率5.58。最後球隊將他移往牛棚，他在牛棚的防禦率下降至2.70，他還一度達成連續13局無失分。
2017年，他與球隊簽下1年395萬美元的合約，並再度回到先發輪值內。該年他投出14勝13敗，防禦率4.03。球隊在該年也順利進入季後賽，原本球隊預計讓柯賓在分區賽第4場登板先發，然而響尾蛇3場比賽就遭到道奇橫掃。柯賓也無緣在季後賽出場。
2018年，他與球隊再簽下1年750萬美元的合約，該年他也成為球隊的開幕戰先發。4月17日，他面對巨人隊投出一場7.2局的無安打比賽，最終也成功拿下完封勝。這一年他第二次入選明星賽，最後他整年拿下11勝7敗，防禦率3.15。球季結束後，他成為自由球員。

### 華盛頓國民
2018年12月7日，國民隊與柯賓簽下6年1.4億美元的合約。2019年7月2日，因為其好友，同時也是天使隊先發投手的泰勒·史凱格斯驟逝，因此柯賓在那天先發改穿以前史凱格斯的背號45號，來紀念他的好友。
隨著國民隊順利挺進2019年國家聯盟分區賽，柯賓終於迎來了季後賽處子秀，擔任第一戰的先發投手。而柯賓繳出6局只失2分(1分自責)的優質先發，然而國民打線遭到洛杉磯道奇年輕強投沃克·布勒的強力封鎖，最後以0:6遭到完封，柯賓承擔敗投。之後的季後賽柯賓先發牛棚兩頭跑，NLDS第三戰在領先一分時上場後援，然而卻遭到道奇打線的痛擊，0.2局狂掉6分，最後國民4:10輸球，NLDS國民兩場敗仗皆由柯賓承擔敗投。第五戰柯賓在七局兩出局球隊1:3落後時登板後援，主投1.1局送出3次三振完全凍結道奇攻勢。最後國民在延長賽靠著霍伊·肯德瑞克的驚天滿貫砲，以7:3逆轉贏球，成功扳倒國聯第一種子且連續兩年進軍世界大賽的洛杉磯道奇晉級2019年國家聯盟冠軍賽，將對上中區冠軍聖路易紅雀隊。NLCS第二戰柯賓在9局球隊3:1領先紅雀時上場後援，解決掉左打的寇頓·王後隨即退場，最後國民拿下比賽的勝利，柯賓收下了季後賽生涯第一個中繼點。隨後柯賓在三天後的NLCS第四戰登板先發，此時國民已經聽牌，只要拿下此戰便可橫掃紅雀晉級隊史第一次世界大賽。柯賓主投五局雖失掉四分，但狂飆12次三振，而國民打線更是在第一局就挹注七分，最後國民以7:4贏球，柯賓順利收下季後賽生涯首勝。
2019年世界大賽國民的對手是休士頓太空人，第一戰柯賓在第6局球隊5:2領先時接替麥斯·薛澤登板後援，主投一局沒有失分，順利收下中繼點，最後國民以5:4贏球，拔得頭籌。第四戰柯賓以先發身份登板，主投六局失掉四分，而國民打線則熄火整場，最終1:8輸球，柯賓苦吞敗投。第七戰柯賓在六局球隊0:2落後時接替麥斯·薛澤登板後援，主投三局沒有讓太空人再越雷池一步。而國民打線在比賽後段甦醒狂得六分，終場以6:2贏球，拿下世界大賽隊史首冠，而柯賓也收下勝投。總計2019年季後賽柯賓共出賽8場，留下2勝3敗5.79自責分率的成績。而柯賓在季後賽分擔牛棚負擔可以說是國民最終奪冠的關鍵之一。

## 外部連結
- 球員資訊和成績在MLB ，ESPN ，Retrosheet ，Baseball Reference ，Baseball Reference (Minors) ，Fangraphs ，The Baseball Cube （英文）
- 派翠克·柯賓的X（前Twitter）
- 台灣棒球維基館：派翠克·柯賓 （页面存档备份，存于）（繁體中文）